# Хакс, Петер
Петер Хакс (нем. Peter Hacks; 21 марта 1928[…], Бреслау, Нижняя Силезия — 28 августа 2003[…], Гросс-Махнов, Бранденбург) — немецкий драматург, поэт и эссеист. Во второй половине XX века произведения Хакса с большим успехом ставили на театральных подмостках не только ГДР, но и ФРГ. Всемирную известность Хаксу принесла его пьеса «Разговор в семействе Штейн об отсутствующем господине фон Гёте».
В 1955 году под влиянием Бертольта Брехта и изучения марксизма переехал в ГДР. По его словам, он предпочёл «помогать строительству социализма, а не растрачивать свои литературные способности на мучительную и бесполезную борьбу с фашистским государственным аппаратом и с системой, подчинившей себе и сферу культуры». С 1960 года в течение трёх лет работал в Немецком театре в Берлине, а затем полностью посвятил себя художественному творчеству.

## Биография

### Семья и школьные годы
Петер Хакс родился в мелкобуржуазной семье адвоката и нотариуса в Бреслау доктора Карла Хакса и его супруги Элли, урождённой Герман, работавшей в одном из первых в городе детских садов по системе Монтессори. Его не крестили, поскольку родители участвовали в социалистическом движении и были атеистами. Петер был вторым ребёнком, брат Якоб был старше его на восемь лет. И дед, и дядя Петера по отцовской линии были учителями. Дед Якоб Хакс в кайзеровской Германии занимал должность директора средней школы в Катовице, где его учеником был близкий семье Хаксов Арнольд Цвейг, и написал несколько книг, в том числе «Основы политэкономии» и «Прусские епископы и социал-демократия». Дядя Петера Франц Хакс прославился сочинением «О нескольких выдающихся романах XIX века». Младший сын Хаксов с ранних лет считался смышлёным и самостоятельным ребёнком, к четырём годам он уже умел читать. После прихода к власти национал-социалистов в ходе развёрнутого ими террора против левых в 1933 году отец Петера, состоявший в Социалистической рабочей партии Германии, лишился лицензии на нотариальную деятельность, но избежал запрета на профессиональную деятельность и работал адвокатом до 1941 года. Несмотря на все лишения, родители Петера Хакса не изменили своим политическим убеждениям, Петер Хакс писал позднее другу семьи Фрицу Штерну: «Мой отец был до Гитлера троцкистом, а после Гитлера — неудавшимся троцкистом».
Сам Петер Хакс не имел пока никакого представления о политике, после детского сада Монтессори он весной 1934 года поступил в частную школу Вейнхольда с редким для своего времени совместным обучением мальчиков и девочек. Он уже умел читать, и его взяли сразу во второй класс. В девять лет он перешёл в высшую реальную школу имени Хорста Весселя, специализировавшуюся на математике и естественных науках. Как и его будущий друг Дитер Нолль, Хакс принадлежит к поколению так называемых «помощников ПВО», но благодаря многочисленным справкам с диагнозами «анемия» и «порок сердечного клапана» его не привлекали к этим работам и даже не взяли в гитлерюгенд. С осени 1943 года старшеклассник Петер Хакс учился в средней школе герцога Генриха, где обзавёлся друзьями, как и он, отвергавшими фашизм. В отличие от милитаризованных сверстников Хакс с друзьями носил длинные волосы до плеч, а чтобы не поднимать руку в ненавистном нацистском приветствии, в компании Петера носили шляпы, которые, здороваясь, приподнимали. Они увлекались джазом и слушали пластинки Луи Армстронга, Дюка Эллингтона, Бенни Гудмана и Джанго Рейнхардта. Помимо музыки Петер Хакс увлёкся литературой, его любимым писателем был Генрих Гейне, но юноша с удовольствием читал также Арно Хольца, Томаса Манна, Иоахима Рингельнаца и Оскара Уайльда. Юного Хакса также интересовал театр, и он изучал произведения Кристиана Дитриха Граббе, Джорджа Бернарда Шоу, Августа Стриндберга и Франка Ведекинда. У Петера была отличная память, он мог цитировать любимые сочинения наизусть, хорошо владел речью и отличался остроумием. По воспоминанием одноклассников, Петер Хакс был всегда вежлив, самоуверен, но не высокомерен, хотя кое-кому таким казался.
Петеру Хаксу удавалось избегать соприкосновения с фашизмом вплоть до января 1945 года, когда для защиты от приближавшегося фронта в Бреслау объявили эвакуацию, а сам город — крепостью. После успешной досрочной сдачи школьных экзаменов Петер вместе с тремя школьными друзьями бежал из Бреслау в деревню Шосдорф, чтобы там в доме матери одного из них скрыться от вермахта и дождаться окончания войны, но в феврале, возможно из-за предательства, их арестовали солдаты СС и доставили в гестапо в Хиршберге. Имперская служба труда направила Хакса на работу в Лаубан и далее в Чехословакию. 6 мая 1945 года американские войска освободили Мариенбад, где Хакс находился в лазарете с тяжёлым воспалением лёгких. В плену у американцев Хакс быстро освоил английский и работал переводчиком, с презрением относясь к воевавшим соотечественникам. 20 июня 1945 года Петер Хакс получил освобождение и, потеряв связь с семьёй, отправился в западном направлении. Семью Петер нашёл в декабре 1945 года в Дахау, а до этого времени успел записаться на специальный курс в средней школе имени Карла Дуйсберга в Вуппертале для получения аттестата зрелости и поступления в университет. В апреле 1946 года с аттестатом зрелости, первой пьесой «Царь Авгий» и мечтой стать драматургом 18-летний Петер Хакс переехал к родителям в Дахау.

### Мюнхенский университет и ранние пьесы
В переполненном после войны Мюнхенском университете Петер Хакс первый семестр изучал зоологию в статусе вольного слушателя. При зачислении на курс через полгода он уже потерял интерес к естественным наукам и выбрал основной специальностью литературу и театроведение и второй — философию и социологию. Хакс не собирался становиться учёным-литературоведом, по его мнению, университетское образование, позволяющее вплотную заняться литературными традициями и эстетикой, послужит предпосылкой для его будущей писательской карьеры. Сохранившиеся студенческие работы уже обладают характерные черты позднего Хакса: антагонизм между классикой и романтикой, отрицание философского позитивизма или обязательный акцент на разуме, прежде всего, диалектическое напряжение между субъектом и объектом, между волей и умением, которое наводит Хакса на формулу «отвага в приличиях». В 1948 году Хакс написал реферат о стилистике романа «Лотта в Веймаре» Томаса Манна, удостоившийся от его преподавателя Артура Кучера лестного сравнения с написанной за двадцать лет до этого студенческой работой Бертольта Брехта о романе Ганса Йоста «Начало». Петер Хакс воспользовался шансом и направил эту работу со ссылкой на похвалу Кучера и выражением собственного «серьёзного восхищения» автору романа и в феврале 1949 года получил от него ответ, в котором говорилось, что работа Хакса представлялась Манну самым толковым из того, что ему попадалось на глаза о книге. Хакс считал роман «Волшебная гора» «лучшим из лучших» и выступал в защиту писателя, подвергавшегося критике в кругах академической молодёжи за его эмиграцию, расценённую как предательство. Студент Хакс в первую очередь антимилитарист и антифашист. В 1946 году он вступил в Германский союз монистов, организацию свободомыслящих и пацифистов, которая по замыслу её основателя Эрнста Геккеля руководствовалась идеями Просвещения. В 1947 году Хакс состоял в Обществе Генриха Гейне. Двумя годами позднее Петер Хакс вступил в новое движение граждан мира, ставившее своей целью преодолеть деление мира на государства. Идеи реставрации, витавшие в воздухе Западной Германии, вызывали у него возмущение, но он был так же далёк от экзистенциализма, которым увлекалась западногерманская молодёжь, стремившаяся нонконформизмом отвергнуть капитализм. Хакс, со времён окончания школы поклонник Артура Шопенгауэра, считал себя в студенчестве «безупречным марксистом», но не желал иметь чего-либо общего с пропагандируемым в ГДР марксизмом-ленинизмом, несмотря на попытки его тётки Маргариты Менде, проживавшей в Галле, обратить его в коммунизм.
Основу политических взглядов Хакса, вдохновенно изучавшего творчество философов и писателей Просвещения, составлял разум. Защита и утверждение разума в жестоких и враждебных условиях определили тему его дебютных драматических произведений «Царь Авгий» и «Царь Валтасар». Кредо царя Авгия звучит: «Всё простительно, кроме милитаризма и жестокости», в своём царстве атеист Валтасар провозглашает «высшее правило цивилизации»: кто в споре заявит, что лишь один он прав, будет брошен в ров ко львам. В обеих пьесах разум оказывается бессильным перед религией и насилием. К политической констелляции доброго, но слабого царя, вынужденного защищать свою власть от внутренних и внешних врагов, Хакс вернётся позднее в «Маргарите в Эксе». Ранние тексты Хакса игриво целятся в современное понимание театра, в персонажах Авгия и Валтасара легко угадывается автор, излагающий свои взгляды на прессу, спорт, народ и искусство. В первой редакции «Царя Валтасара» Петер Хакс выводит на сцену Генриха Гейне реминисценцией на его балладу, который программно заявляет, что поэт есть синтез насмешника и пророка, что справедливо для раннего периода творчества автора, соединявшего доходящую до дурачества пародию с серьёзными политическими притязаниями. Ранние драматические работы, которые сам Хакс характеризовал «интеллектуально декадентскими», не имели успеха, в отличие от песен и стихов для кабаре.
В 1949 году Петер Хакс вступил в труппу кабаре «Швабингский фонарь». Спустя некоторое время вместе с композитором Хайнцем Гройлем Хакс выступил автором заглавной песни любительского кабаре «Моноптер» Петера Пауля Альтхауса. В 1949 году благодаря участию в подготовленной студентами театроведческого отделения карнавальной постановке Хакс познакомился с руководителем отдела культуры Bayerischer Rundfunk и таким образом обзавёлся связями на радиовещании, для которого он будет сочинять радиоспектакли для детей и взрослых. Первым коммерческим успехом Хакса станет сентиментально-ироническая «Песнь пастуха», которую в записи Хайнца Гройля он продал в 1949 году за 700 марок, в тот же год она выйдет синглом в исполнении знаменитой Лале Андерсен. Хакс не станет видной фигурой в театральной жизни Швабинга: аполитичная богема и её интересы ему скучны. В стихотворении «Швабинг. 1950» Хакс подводит черту: в переполненном подвальчике сидят знаменитости с грязными воротниками, если налить им бокал вина, они начнут обсуждать вопросы дзена и экзистенции, которые им никто не задавал. А ещё за столом сидит моя красивая женщина и без конца зевает, я обниму её и пойду с ней домой. Завершив обучение летом 1950 года, Хакс за два месяца написал докторскую диссертацию «Пьеса бидермайера», которую защитил в апреле 1951 года. Исследованием 92 почти забытых пьес начиная с Шарлотты Бирх-Пфейфер и заканчивая Эрнстом Раупахом Петер Хакс попытался восстановить картину бидермайеровского театра и заполнить соответствующий пробел в театроведении.

### Начало литературной деятельности, Бертольт Брехт и «Открытие индийской эпохи»
Отказавшись от научной карьеры, Хакс оказался в стеснённом материальном положении: несмотря на все усилия, ему не удавалось устроиться на работу в новые послевоенные газеты, а его стихи не брали к публикации. После смерти отца в сентябре 1950 года он, как оставшийся без отца «депортированный» получал положенные ему в Бизонии ежемесячные 70 марок материальной помощи и работал на радио. В 1952 году его взяли внештатным сотрудником на «Баварское радио», записи его стихов, песен для детей и позднее радиоспектаклей транслировались почти всеми радиостанциями ФРГ, Австрии и Швейцарии, но уже в январе 1953 года на его сочинения для радио наложили запрет на трансляцию: в рождественской пьесе «Младенец Иисус и гангстер», переписанной дважды по просьбе руководства Bayerischer Rundfunk, Петер Хакс так и не отказался от сюжета с похищением Христа, а в следующей возмутительной пьесе Хакса «Джесси и полтергейст» уже усматривалось «оскорбление чувств верующих» согласно статье 166 УК. Жалобы на то, что иронические тексты Хакса с их подспудной игрой слов не годились для детской аудитории, поступали и от других радиостанций, и вскоре он переключился на радиопостановки для взрослых, которые в основном шли на либерально настроенной радиостанции Süddeutscher Rundfunk. Многие ранние стихи и истории для детей Хакс публиковал под псевдонимами Salomon Fink, Konrad Fobisch, Wilfred Siebener. Вместе с другом Джеймсом Крюсом, ставшим впоследствии одним из самых успешных детских писателей ФРГ, Петер Хакс сочинил в 1954 году пьесу «Из воспоминаний волшебного поросёнка Адальберта», а под псевдонимом Bogumil Schmidt они писали стихи. В работе над «Поросёнком Адальбертом» принимала участие подружка и будущая супруга Хакса Анна Элизабет Виде, увлечённая литературой берлинка, обучавшаяся после войны в Мюнхене на переводчика английского языка.
В 1953 году благодаря детским радиоспектаклям Хаксом заинтересовался драматург Мюнхенского камерного театра Вернер Бергольд. Он предложил ему сотрудничество в адаптации для театра его радиопьесы «Казимир, ворующий детей», а затем помогал советами в работе над пьесой «Народная книга о герцоге Эрнсте, или Герой и его свита» по старинному роману на средневерхненемецком языке. Ни «Казимир», ни «Герцог Эрнст» не дождались постановки. По задумке Петера Хакса, «Народная книга» демонтировала геройство как явление, критиковала лишившиеся содержания социальные и политические представления о геройской добродетели, косвенно намекая на военную нацистскую пропаганду, и раскрывала общественно-идеологический механизм классового общества. Эрнст, восставший против отчима Конрада II, в изгнании осознаёт, что феодальное геройство без социальной базы и власти ничего не значит, и превращается в клоуна, Гансвурста, выживая в скитаниях по миру только благодаря жертвенной свите. «Герцог Эрнст» с его марксистской социологией даёт представление о политическом образовании молодого драматурга в начале 1950-х годов, изучавшего в течение семестра политэкономию и систематически взявшегося за марксистскую литературу. Переход Хакса из не определившихся левых в марксисты произошёл стремительно, но совершенно сознательно, и он никогда не подвергал это решение сомнениям. Значительную роль в этом процессе сыграл Бертольт Брехт.
Бертольт Брехт, вернувшийся из Швейцарии в 1949 году в Восточный Берлин, произвёл на Петера Хакса, как и на многих молодых левых его поколения, огромное впечатление. Для Хакса по окончании учёбы он стал импульсом для изменений в творчестве и теоретическом самопонимании. На фоне современного театра, помещавшего индивидуума в безысторическое пространство, терявшегося в бесцельных обвинениях, демонстрировавшего затхлый и пустой классицизм, Брехт стал сенсацией. В январе 1949 года Хакс побывал на поставленных в Мюнхене спектаклях «Господин Пунтила и его слуга Матти», «Трёхгрошовая опера» и «Мамаша Кураж». Благодаря специальному, посвящённому Брехту выпуску литературного журнала Sinn und Form Петер Хакс познакомился с «Кавказским меловым кругом» и брехтовской эстетикой, изложенной в «Малом органоне для театра». Брехт решительно сочетал своё искусство с марксизмом, и это отвечало хаксовскому стремлению к разуму. Он отказался от постулата автономного искусства и осознал необходимость общественной позиции для художника, искусство для него стало коммуникацией с публикой о проекциях общества в конкретном произведении. В нём важна не индивидуальная рефлексия автора, а степень проработки проблем общества. Революционизация общества должна найти отражение в революционизации искусства, и простое следование традиции более невозможно, необходимо её преодоление.
Знакомство с Брехтом имело большие последствия во всех жанрах литературного творчества Петера Хакса за исключением лирики. Его ранняя лирика с иногда намеренным архаизированным языком свидетельствовала о серьёзном увлечении Гейне и тщательном изучении литературы XVIII — начала XIX века. Крёстными отцами хаксовской лирики выступали также Иоахим Рингельнац и Курт Тухольский. В ранних стихотворениях Хакса царит ирония, и в пародиях на гимны Фридриха Гёльдерлина, и на чрезвычайно популярную в 1950-х годах безлюдную пейзажную лирику Вильгельма Лемана. Драматические произведения Хакс уже старался писать под знаком идеологической критики, чтобы из действий исторических фигур зритель понимал, как функционирует классовое общество и при каких условиях в нём могут произойти изменения. В написанном весной 1953 года и так и не принятом к постановке радиоспектакле «Пандора, или Из Аркадии в Утопию. Зингшпиль по Кристофу Мартину Виланду и Ален-Рене Лесажу» Хакс, всё ещё верный эпохе Просвещения, стремился перевести классический сюжет на марксистскую основу, актуализировав его появлением отношений собственности и денежной экономики, и задал «серьёзный вопрос о диалектической роли зла в прогрессе человечества».
В 1954 году Петер Хакс увлёкся исследованием диалектики истории на примере открытия Америки. Импульс для написания пьесы дала прочитанная Хаксом пьеса П. Клоделя «Книга Христофора Колумба», в которой первооткрыватель предстаёт истым христианином, исполняющим волю Господа. Хакс видит Колумба человеком прогресса, мечтающим об эпохе без пыток и мучений, и выводит его, под влиянием Брехта, на широком социальном фоне испанского общества, от народных низов до изобличающих самих себя христианских учёных. Открытие индийской эпохи у Петера Хакса ознаменовывает начало капитализма, а его предпосылкой является по К. Марксу первичное накопление, то есть жестокое разграбление колоний и живущих в них людей. Христофор Колумб преодолевает разнообразные препятствия для осуществления своей миссии открытия западного морского пути в Индию и находит себе союзников в лице королевы Испании Изабеллы и её финансового советника Луиса де Сантанхеля, которыми, в отличие от Колумба, руководят не научные, а экономические интересы. Во сне Колумбу видятся кровавые последствия открытия так называемого Нового Света, и он осознаёт, что «мысль и действительность […] разделяет нечто большее, чем просто время и расстояние», а все действия вписаны в социальный контекст, на который отдельно взятый человек имеет лишь ограниченное влияние. При содействии Вернера Бергольда пьеса «Открытие индийской эпохи» участвовала и победила в городском конкурсе молодых авторов, организованном для продвижения современной драматургии. Петер Хакс проснулся знаменитым и получил премию в две тысячи марок, им внезапно заинтересовались газеты и театры, будущий главный редактор издательства Drei Masken Ханс-Йоахим Павел объявил Петера Хакса «талантом столетия». В марте 1955 года в Камерном театре состоялась премьера «Открытия индийской эпохи» в постановке Ханса Швайкарта, театральные декорации подготовил друг Брехта Каспар Неер. Автору постановка понравилась, он оценил её как «виртуозную, хотя и без учёта морали». В письме восточноберлинскому издательству Henschelverlag Хакс отметил, что перемены, происходящие по ходу действия пьесы в персонаже Колумба, поданы в мюнхенской постановке неправильно и даже плохо.

### Переезд в Восточный Берлин и Берлинер ансамбль

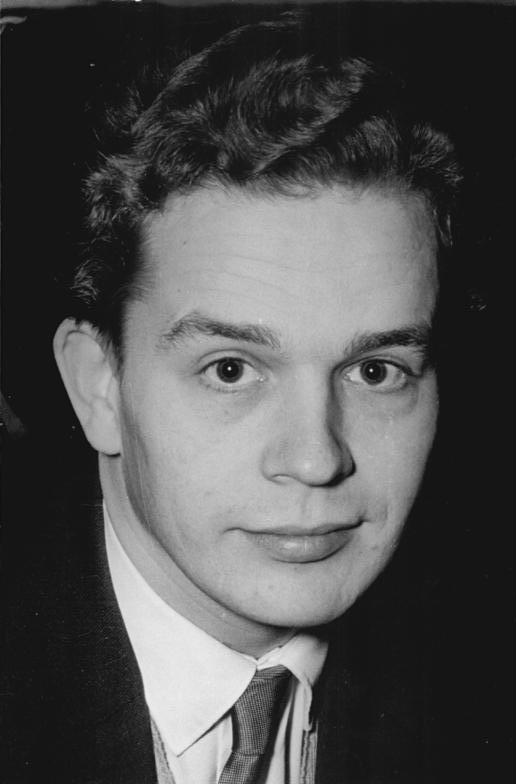
Портрет Петера Хакса работы Штурм, Хорст для фотоагентства Zentralbild по случаю его награждения Премия Лессинга

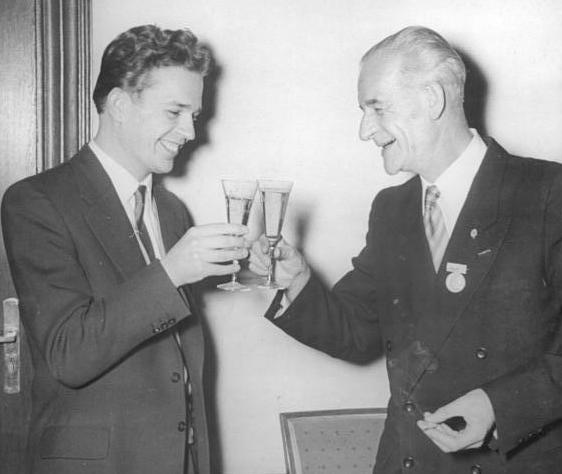
Лауреаты премии Лессинга Петер Хакс и Фриц Эрпенбек. 24 января 1956

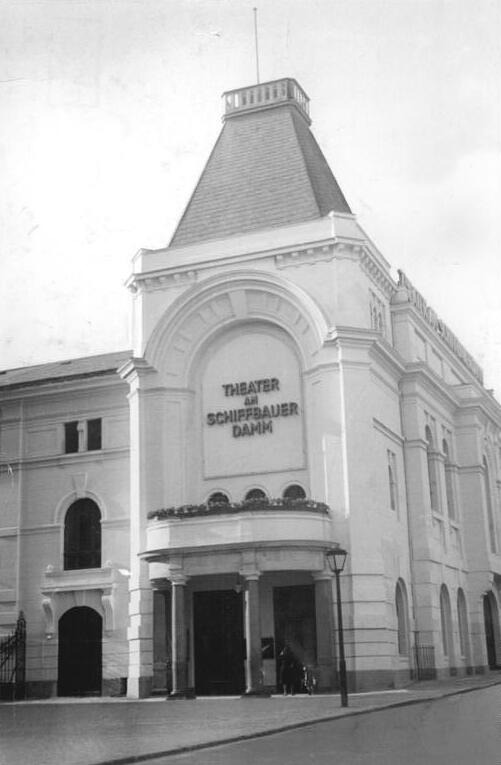
Театр на Шиффбауэрдамм. 1951

О переезде в ГДР Хакс задумывался давно и даже спрашивал в длинном письме у Бертольта Брехта, стоит ли переезжать в Восточную зону. Несмотря на уклончивый ответ Брехта Хакс в октябре 1952 года побывал в гостях у тётки Маргариты в Галле, чтобы увидеть ГДР вблизи и особо ни в чём не разочаровался. Пасху 1954 года Хакс вместе с Виде провели в Восточном Берлине, где вновь выразили своё желание переехать в ГДР и произвели благоприятное впечатление. Брехт предложил Хаксу место в его международном классе при Академии искусств ГДР со стипендией в 1200 марок, и после того, как в ноябре 1954 года «Открытие индийской эпохи» было принято к постановке в Мюнхене, Хакс дал окончательное согласие. Он назначил издательство Drei Masken представлять его права на постановки на Западе, а Henschelverlag — на Востоке. Все формальности в Берлине были завершены к началу 1955 года благодаря содействию ассистента режиссёра Изот Килиан по поручению Брехта. 23 февраля 1955 года Петер Хакс и Анна Элизабет Виде оформили брак. В ГДР Хаксу открывались блестящие перспективы: в мае 1955 года успешно завершились переговоры о постановке «Открытия» в Немецком театре, где также выразили интерес к новой комедии Хакса «Сражение при Лобозице». Хакс и Виде переехали в Восточный Берлин в июле 1955 года.
Переезд Петера Хакса в ГДР восприняли как победу в большой пропагандистской войне с Западной Германией. В качестве приветствия центральный орган СЕПГ Neues Deutschland опубликовал 31 июля 1955 года слегка сокращённый финал пьесы «Открытие индийской эпохи», Хакс вскоре вступил в Союз писателей ГДР и PEN-центр. В октябре 1955 года Фриц Эрпенбек, член группы Ульбрихта, писатель и видный партийный функционер от культуры, пригласил молодую звезду в совет журнала «Театр времени». В январе 1956 года, ещё до постановки его пьес в ГДР, Хакс удостоился медали Лессинга министерства культуры ГДР. Супруги поселились в двухкомнатной квартире в Пренцлауэр-Берг, аренда которой вместе со счетами за центральное отопление и горячую воду составляла 75,54 марок, и наняли экономку. Все дефицитные в ГДР товары они заказывали из ФРГ через маму Элли Хакс. Она с тяжёлым сердцем отпустила сына в ГДР, и тот пообещал ей регулярно писать письма, благодаря чему о жизни Хакса на новой родине имеется обширная информация.
Первые месяцы в ГДР Хакс полностью находился под влиянием Брехта и выполнял небольшие драматургические задачи для Немецкого театра. Его первым литературным текстом, написанным в ГДР, стала радиопьеса «История старого Вдовца в 1637 году», действие которой разворачивается во время Тридцатилетней войны и непосредственно примыкает по времени к брехтовской «Мамаше Кураж». Рассказчик пьесы, имеющей подзаголовок «Моралите», сам в действии не участвует, а лишь ведёт её повествование через комментирующие его зонги и отвечает за изложение её морали. Жена главного героя умерла от чумы, и Вдовец не может устроить ей достойные похороны, получив отказ в помощи от Столяра, Священника и Ростовщика. Вместо гроба для жены у него есть только ящик из-под зерна, а у выкопанной им могилы для жены ему является Смерть и предлагает ему самому лечь в гроб к жене и предаться вечному сну: люди скверны, а их земные усилия безнадёжны. Но старик даёт Смерти решительный отпор. По его мнению, люди «испорчены по причинам», вытекающим из конкретного устройства общества. Негативной антропологии Смерти, за которой прослеживается послевоенный дискурс о причинах фашизма, он противопоставил восприятие войны как чрезвычайного положения. Вдовец заключает: «Если человек злобен в нищете, то в счастье он добр. А в изобилии станет великодушен. Так что я питаю надежду в бессилии человека, но в завтрашнем мире».
На одной из встреч в загородном доме Брехта в Буккове в ноябре 1955 года Хакс, не решавшийся пока писать современные пьесы, поделился с мэтром замыслом переложить одну из пьес Эрнста Раупаха, уже знакомых ему по работе над диссертацией. Но Брехт посоветовал ему вместо этого написать пьесу о Фридрихе Великом. По его мнению, на примере этой овеянной легендами монаршей персоны, которую нацисты активно использовали в своей пропаганде, можно великолепно изобличить немецкий дух верноподданничества. Вместе с другом, композитором Хансом Эйслером Брехт работал над фарсом по известной истории о прусском мельнике Арнольде. По следам «Домашнего учителя» Якоба Михаэля Рейнхольда Ленца в обработке Брехта 1950 года публика, столкнувшись с реакционным прошлым Германии, должна выучиться смеяться над собственным ничтожеством, чтобы выстроить дистанцию с прошлым. Чтобы разобраться с классовыми предпосылками фридерицианской политики, Брехт привлёк экспертов. На встрече с Юргеном Кучинским, Хайнцем Камнитцером и Хансом Эйслером требовалось найти ответ на вопрос: по какой причине Старый Фриц вёл войны? «Они знали не больше меня», — подвёл итог совещания Хакс в письме матери. Брехтовская идея антигерманской национальной комедии об эпохе, близкой к его недавно написанной комедии «Сражение при Лобозице», поначалу не особо заинтересовала Хакса. Для него верноподданничество — черта мелкой буржуазии, общественного класса, который в силу своеобразного положения в экономике гнёт спину перед теми, кто выше, и попирает тех, кто ниже. По сюжету комедии Хакса «Мельник из Сан-Суси» шум работающей мельницы мешал королю разрабатывать план агрессивной войны, и он приказал её закрыть. Столкнувшись с отказом мельника, ссылавшегося на свои гражданские права, подчиниться королевскому приказу, Фридрих II решается использовать его сопротивление в пропагандистских целях как проявление собственной милости, чтобы опровергнуть обвинения в деспотизме, угрожающие его военным планам. Тем самым Хакс использует идею Брехта с мельником из Сан-Суси, чтобы обнажить инсценировку прусской законности. Современная власть умеет прикидываться демократией, но Хаксу также важно показать, что и главный герой никак не выглядит героем, от гордого ремесленника в начале пьесы к концу не остаётся ничего. Даже по приказу короля мельник не в силах произнести знаменитое высказывание «Есть ещё судьи в Берлине», и король вынужден выбивать его из него палкой. Хакс демонстрирует публике не только логику власти в Пруссии, но и то обстоятельство, что её поддержание зиждется на подобострастном и по-плебейски бесцельном поведении подданных. В итоге король побеждает по всему фронту: он и милостивым правителем выглядит, и хитро мельницу закрывает, призвав в армию работника мельника, без которого мельница не может дальше работать. На свои возражения мельник слышит: «Превыше короля Пруссии закон, и он это великолепно знает». Хаксовский «Мельник из Сан-Суси» — обличительная комедия о германском ничтожестве в прусском мундире, какие позднее писали и другие драматурги ГДР, Хайнер Мюллер или Гюнтер Рюккер. Её отличие состоит в том, что единственным мало-мальски положительным персонажем в комедии выглядит Фридрих II. Образ мельника, который в отношениях с работником сам выглядит как король, выписан Хаксом настолько негативно, что вся симпатия достаётся прусскому монарху. После постановки «Мельника из Сан-Суси» в Немецком театре в 1958 году молодого драматурга в характерном для того времени ключе раскритиковали за изображение Фридриха «выдающейся личностью», не имевшей прогрессивной оппозиции, а не выразителем идеи прусского милитаризма. Умерший в августе 1956 года Брехт постановки «Мельника из Сан-Суси» не увидел.
Фактически единственным проектом Хакса, выполненным по непосредственному заказу Брехта и в тесной координации с ним, стал перевод трагикомедии Дж. М. Синга «Ирландский герой» в 1955 году. Брехт высоко ценил ранних ирландских драматургов, считал Синга выдающимся представителем поэтической пьесы, которую он хотел видеть в ГДР. Синг — признанный мастер сельского ирландского английского, сложного для перевода. Работа над «Ирландским героем», к которой Хакс привлёк жену, заняла около двух месяцев. Супруги придумали своеобразный язык, напоминавший «Бравого солдата Швейка» Я. Гашека, как отмечали критики, «отчасти архаичный, отчасти баварско-богемский, отчасти экзотически фольклорный». Репетиции пьесы под началом учеников Брехта Петера Палича и Манфреда Векверта начались в феврале 1956 года, а премьера спектакля, имевшего большой успех у молодёжи, состоялась в «Берлинер ансамбль» 11 мая 1956 года. Изначально Брехт планировал занять Хакса у себя в театра на полтора-два года, чтобы контролировать его «литературную продукцию» и «повысить его мировоззренческую квалификацию». Но своенравный Хакс не желал быть среди толпившихся вокруг Брехта учеников, не любил командный подход к работе, пропускал столь важные Брехту репетиции и считал для себя время, проведённое в театре, напрасной тратой. Особо близких отношений с Еленой Вайгель и Манфредом Веквертом, возглавившими театр после смерти Брехта, у Хакса не сложилось, и «Ирландский герой» на долгие годы останется единственной его пьесой, поставленной на Шиффбауэрдамм.

## Литература

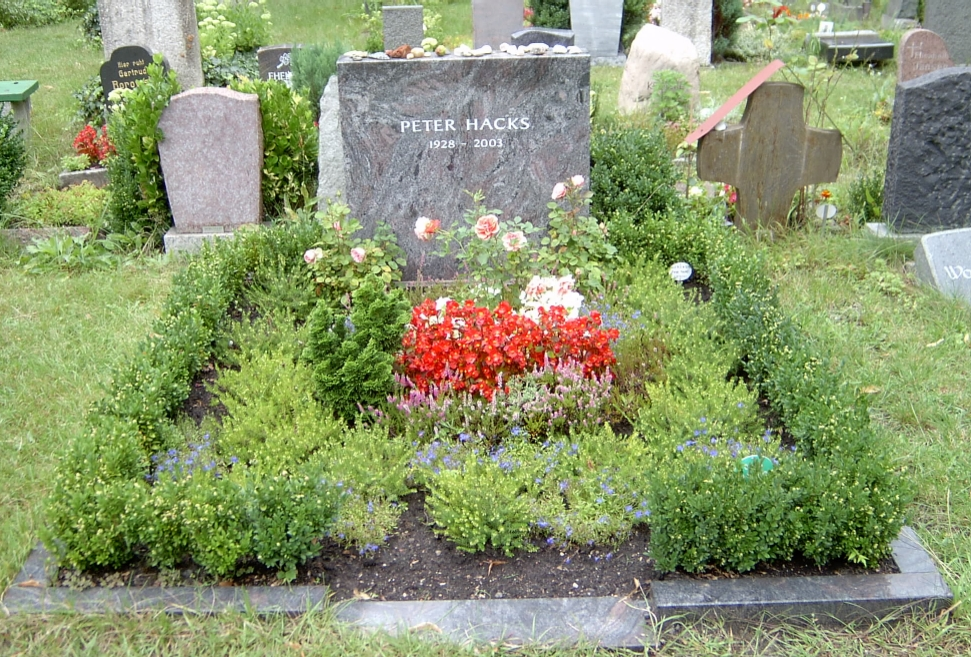
Могила Петера Хакса на кладбище Французской церкви в Берлине

### Немецкий театр

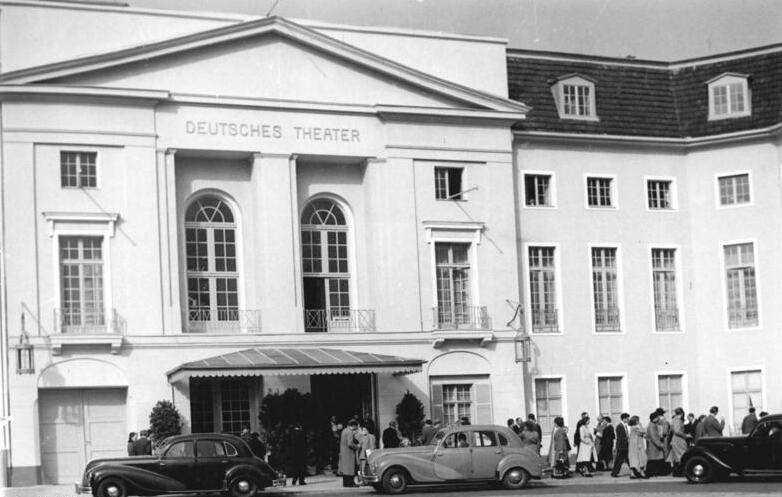
Немецкий театр. 1953

В возглавляемом Вольфгангом Лангхоффом Немецком театре интерес к пьесам Хакса проявил заведовавший литературной частью Хайнар Кипхардт. 26 июня 1956 года на сцене Немецкого театра прошла премьера «Открытия индийской эпохи», поставленного под названием «Колумб» режиссёром Эрнстом Калером. Четырёхчасовой спектакль имел успех у публики и понравился самому драматургу, который оценил его намного выше мюнхенского и был впечатлён актёрской работой Рудольфа Вессели в заглавной роли. В исполнении Вессели Колумб — не герой, противостоящий трону и церкви, а интеллектуал, признающий, что действительность сложнее его теоретических предположений, и именно так его задумывал автор. После постановки «Колумба» в Немецком театре Хакса приняла культурная элита ГДР. Супругов Хакс приглашают в гости на кофе почётный председатель Академии искусств Арнольд Цвейг и адвокат и влиятельный член СЕПГ Фридрих Карл Кауль. На организованном Каулем отдыхе на водах в курортном Фельдберге в Мекленбурге Хакс встретился со сценаристами Жанной и Куртом Штерн и графиком Гербертом Зандбергом. Вместе с друзьями Кипхардтами, литераторами Гизелой Штайнеккерт и Хайнцем Калау Хаксы часто отдыхали в домах отдыха при Союзе писателей ГДР в Петцове и Закрове. До середины 1960-х годов Хакс и Виде часто бывали в длительных поездках за рубежом: в 1953 году — в Северной Италии, в 1954 году вместе с Джеймсом Крюсом — в Югославии, летом 1957 года они провели месяц в Париже. Позднее они побывали в Румынии, Венгрии и Чехословакии. В июне 1957 года Петер Хакс вместе с Эрихом Арендтом, Фрицем Раддацем и Паулем Винсом представляли ГДР на 4-й встрече немецких и французских писателей в западногерманском Марле.
В конце 1955 года к постановке в Немецком театре была принята комедия Хакса «Сражение при Лобозице», режиссёром выступил художественный руководитель Вольфганг Лангхофф, приверженец системы Станиславского. Эстетика Брехта была Хаксу ближе, тем не менее, у него с самого начала возникло взаимопонимание с руководителем театра, который высоко ценил умного и образованного и остроумного автора и видел в Хаксе отличную поддержку Кипхардту. Так, в 1957 году вместе с Куртом Зеегером и Эрнстом Бушем Хакс готовил к постановке в Немецком театре к 40-й годовщине Октябрьской революции советскую революционную пьесу «Шторм» В. Н. Билль-Белоцерковского.

## Комментарии
1. ↑  Фраза «Есть ещё судьи в Берлине» — название рассказа Макса Ринга, опубликованного в 1866 году в журнале Die Gartenlaube[вд] и повествующего о независимом берлинском суде, осмеливавшемся выносить справедливые решения вопреки воле прусского короля.